# Octonoba yaeyamensis
Octonoba yaeyamensis es una especie de araña araneomorfa del género Octonoba, familia Uloboridae. Fue descrita científicamente por Yoshida en 1981.

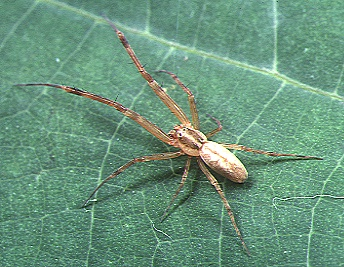
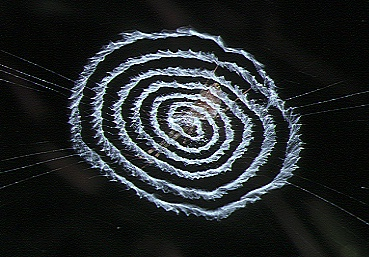
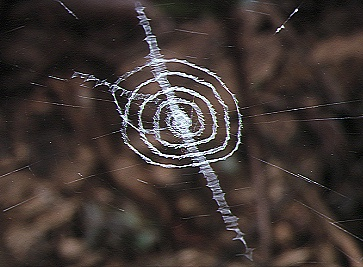

Habita en islas Ryūkyū.